# Paul Finet
Paul Finet (Montignies-sur-Sambre, 1897 – 18 maggio 1965) è stato un politico e sindacalista belga.
Fu Presidente dell'Alta autorità della CECA tra il 1958 e il 1959.
Finet fu segretario generale della Federazione Generale del Lavoro Belga e della Confederazione Internazionale Sindacati Liberi.